# 12541 Макарська
12541 Макарська (12541 Makarska) — астероїд головного поясу, відкритий 15 серпня 1998 року.
Тіссеранів параметр щодо Юпітера — 3,210.